# La Profesa
La Profesa es el nombre con que se conoce popularmente a un templo católico de estilo barroco del siglo XVIII ubicado en la esquina de las calles Madero e Isabel la Católica, en el centro histórico de la Ciudad de México. 
Su nombre oficial es Oratorio de San Felipe Neri, y pertenece a la Congregación del Oratorio de San Felipe Neri, aunque en sus inicios fue una iglesia jesuita llamada Templo de San José el Real.

## Historia
Era originalmente parte de un conjunto arquitectónico conocido como casa Profesa, donde residían sacerdotes jesuitas que habían emitido, además de los votos religiosos comunes de pobreza, castidad y obediencia, un cuarto voto de "particular obediencia al Papa en cuanto a misiones se refiere". A estos presbíteros se les llama profesos en el derecho interno de la Compañía de Jesús.

### Primer templo
Fue fundada en 1585 por solicitud del jesuita Pedro Mercado, con donativos de Fernando Nuñez de Obregón y Juan Luis de Rivera, tesorero de la Casa de Moneda, quien fue también su patrono. Se buscaba un lugar cercano a la plaza Mayor. La primitiva iglesia se construyó entre 1597 y 1610, siendo el constructor de la cubierta el arquitecto Melchor Pérez de Soto. 

### El templo actual
En el centenario del inmueble ya era muy notorio el deterioro del edificio y los jesuitas iniciaron los esfuerzos para recaudar recursos para iniciar los trabajos de restauración.
El templo actual, que sustituyó al primero, consta de tres naves y fue edificado en estilo barroco según diseño de Pedro de Arrieta, entre 1714 y 1720, y financiado por el marqués de Villapuente de la Peña y su esposa la marquesa de las Torres de Rada.

#### Los mecenas
Gertrudis de la Peña, marquesa de las Torres de Rada, fue mecenas del templo. Nació en 1670 y fue esposa de Francisco Lorenz de Rada y Arenzana, quien recibió el marquesado de las Torres de Rada en 1704 con vizcondado previo de Santa Gertrudis, en homenaje a su mujer. Falleció en 1713. 
Gertrudis de la Peña recibió además de la herencia patrimonial, el título nobiliario, de lo debemos deducir un alto grado de solvencia económica. En 1717 contrajo matrimonio con su primo José de la Puente y de la Peña, marqués de Villapuente de la Peña, caballero de la Orden de Santiago, regidor y alcalde ordinario de Ciudad de México, quien logró reunir una gran fortuna y más de doscientas treinta mil cabezas de ganado. Tanto él como su esposa fueron grandes benefactor de la obra de la Compañía de Jesús. 
Una prueba de su generosidad quedó inscrita en la fachada del templo, aunque generalmente pasa desapercibida. "Por pasar la puente me puse a la muerte". Es el enigmático lema del marquesado.

#### La expulsión de los jesuitas
En 1767, se ejecutó la orden del rey Carlos III de España, referente a la expulsión de los jesuitas de todos los territorios de la corona. 
El templo de La Profesa y las instalaciones adjuntas pasaron a "las temporalidades", que era la forma de expropiación de los bienes de la iglesia en los tiempos virreinales.

#### Los filipenses
Un terremoto en la Ciudad de México el 8 de abril de 1768, destruyó las bóvedas del segundo templo, que los Padres del Oratori habían construido en la antigua calle de san Felipe Neri, hoy República de El Salvador, en el centro histórico de la Ciudad de México.
Los oratorianos o filipenses -como se les llamaba en la época-, pidieron permiso para celebrar sus actividades litúrgicas en el Templo de La Profesa.
Los oratorianos adquirieron la Casa Profesa por 70 mil pesos, más la entrega de los dos templos que ya poseían: San Felipe Neri el Viejo y el Nuevo.
La permuta se llevó a cabo el 26 de marzo de 1771, y junto con el templo se les entregó la colección de obras de arte y un millar de ejemplares de la biblioteca de los jesuitas.
Esta mudanza les facilitó un inmueble adecuado para efectuar sus actividades religiosas y permitió el resguardo de la fusión de dos colecciones de arte que en la actualidad son patrimonio de la nación. 
Los oratorianos iniciaron la construcción de su afamada casa de ejercicios espirituales para varones en 1774.

#### Manuel Tolsá
En 1799, el arquitecto valenciano Manuel Tolsá toma bajo su tutela la terminación de la mencionada casa de ejercicios, la cual es bendecida dos años después y dedicada a la advocación mariana de la Virgen de los Dolores. La casa contaba con 68 habitaciones, 2 fuentes, 4 patios, 2 capillas, cocina y comedor.
A mediados de 1805 se introdujo el estilo neoclásico en el interior del templo y es el propio Manuel Tolsá quien diseñó el retablo mayor, dedicado a San Felipe Neri, con esculturas de Pedro Patiño Ixtolinque.
La ampliación de la calle 5 de mayo hacia la zona de la Alameda Central comenzó en el año de 1846, cuando se realiza la demolición de la casa que perteneciera al grandioso Templo de la Profesa, con el fin de que se alargara el tramo de la calle, que se conocía entonces como la "Calle de la Alcaicería" hasta el edificio del Gran Teatro Nacional.
El nombre de esta calle fue asignado durante el periodo de la Segunda Intervención Francesa, en el año de 1862 y se debe a un decreto promulgado por el entonces presidente de la república Benito Juárez, quien decide con este acto conmemorar y exaltar el triunfo de las tropas mexicanas sobre las del ejército francés.

#### Los frescos de la cúpula
En 1859 se inician los trabajos de los frescos que adornaron los gajos de la cúpula del templo de La Profesa y se terminan en 1867. 
La cúpula octagonal y las cuatro pechinas se decoraron con diseños del catalán Pelegrín Clavé, ejecutados por nueve alumnos de la Academia de San Carlos, de la cual era su director.

#### Las Leyes de Reforma
El templo no se salvó de ser cerrado en 1861 como resultado de la expedición de las Leyes de Reforma y la subsiguiente supresión de las órdenes y congregaciones religiosas, y, aunque se logró su reapertura antes de que finalizara ese mismo año.  
La casa de ejercicios y el actual Hotel Gillow  
Es en esta época de cambios y turbulencias cuando don Tomás Gillow, originario de LiverpooI (1797-1877) compró la Casa de Ejercicios Espirituales de la Congregación del Oratorio para adaptar la construcción e inaugurar el Hotel Gillow en 1869 que aun sigue en funciones.  

#### Incendio
El 1 de febrero de 1914, el periódico El Imparcial daba cuenta del incendio que, el día anterior, causó graves daños al templo de La Profesa y destruyó obras de arte, como las pinturas de la cúpula, realizadas por Pelegrin Clavé y sus discípulos.
...el incendio empezó por la parte alta del coro. Y se atribuye el fuego al punible descuido de algún operario o de una devota, que haya dejado una vela encendida cerca de los andamios o (lo que parece más verosímil) junto al órgano. De allí se comunicó el fuego a todo el armazón, al coro y al ciprés, que ardió por completo. Hubo un momento en que se creyó que iba a derrumbarse.
“Dentro del templo no había objetos de valor. Se quemó todo el andamiaje que se vino abajo; el coro, dos órganos (uno antiquísimo y muy valioso, y otro moderno); pero pudo salvarse el inestimable archivo del maestro de capilla José Camacho. Algunos confesionarios resultaron destruidos por la caída de las vigas de los andamios. Ardió el altar mayor por completo, y quedaron inutilizados el del Santísimo y otro lateral. El decorado, que era muy hermoso, se echó a perder, así como algunos notabilísimos frescos, debidos al pincel de Peregrín Clavé, pintor del siglo XVII, y que estaban en la cúpula y representaban los siete Sacramentos. Estas pérdidas, sin tener en cuenta los frescos, pasan de $50,000”.
Se perdieron los dos órganos y el archivo musical.
En ese tiempo, estaba a cargo del templo el P. Manuel Díaz Santibáñez, Prepósito del Oratorio de México.El siglo XX se inicia con un grave incendio en el que se perdieron los "Sacramentos" que adornaban la cúpula, pero el templo siguió en funciones.
La Profesa tomó temporalmente las funciones de Catedral Metropolitana en 1926, 
La bomba
El 31 de agosto de 1931 explotó una bomba casera que fue colocada bajo el púlpito, afortunadamente no causó pérdidas humanas ni daños materiales importantes,
Monumento Patrimonial de México
El 14 de septiembre de 1932 es declarado Monumento y se establecen los reglamentos relativos a modificaciones y conservación.

#### Biblioteca
El Oratorio resguarda una importante colección de libros antiguos que pertenecieron a Benito Díaz de Gamarra y Dávalos, Juan Ramírez, Luis Rubio, así como a la Universidad Pontificia de México, la orden de los dominicos así como de la Compañía de Jesús.  8,014 libros forman la biblioteca del Oratorio. Las obras son una muestra de la formación de los miembros de la Congregación, ya que la temática versa sobre ascética, filosofía, ciencia y derecho. Los textos provenientes de imprentas mexicanas, italianas y francesas son dignos ejemplos de los trabajos editoriales de los siglos XVII y XVIII.

## Pinacoteca de La Profesa
Además es poseedora de una magnífica pinacoteca que contiene una de las colecciones de pintura de caballete más importante de México, tanto por la relevancia de sus autores, como por el número extraordinario de obras de los siglos XVII, XVIII Y XIX.
Se pueden admirar pinturas de destacados artistas novohispanos, como Cristóbal de Villalpando, Juan Correa y Miguel Cabrera que nos regalan una pálida idea de cómo estuvieron decorados en su interior los conventos de la capital del Virreinato y de México independiente hasta la primera mitad del siglo pasado. La Pinacoteca de la Profesa fue inaugurada por vez primera el 26 de mayo de 1977, al concluirse un largo periodo de costosas obras de reconstrucción de los salones en que se encuentra instalada, que habían servido hasta entonces de bodegas, sala de juntas y habitaciones de los padres oratorianos. Posteriormente quedó clausurada por algunos años durante los cuales fueron restauradas algunas pinturas por parte de SAHOP.

## Conspiración de la Profesa
El templo es conocido también porque ahí se celebró en 1820 la llamada Conspiración de la Profesa, que resultó en la independencia de México. 
Al cerrarse la Catedral de México durante la Guerra Cristera (1926-1929), La Profesa sirvió como catedral provisional.

## Galería de imágenes

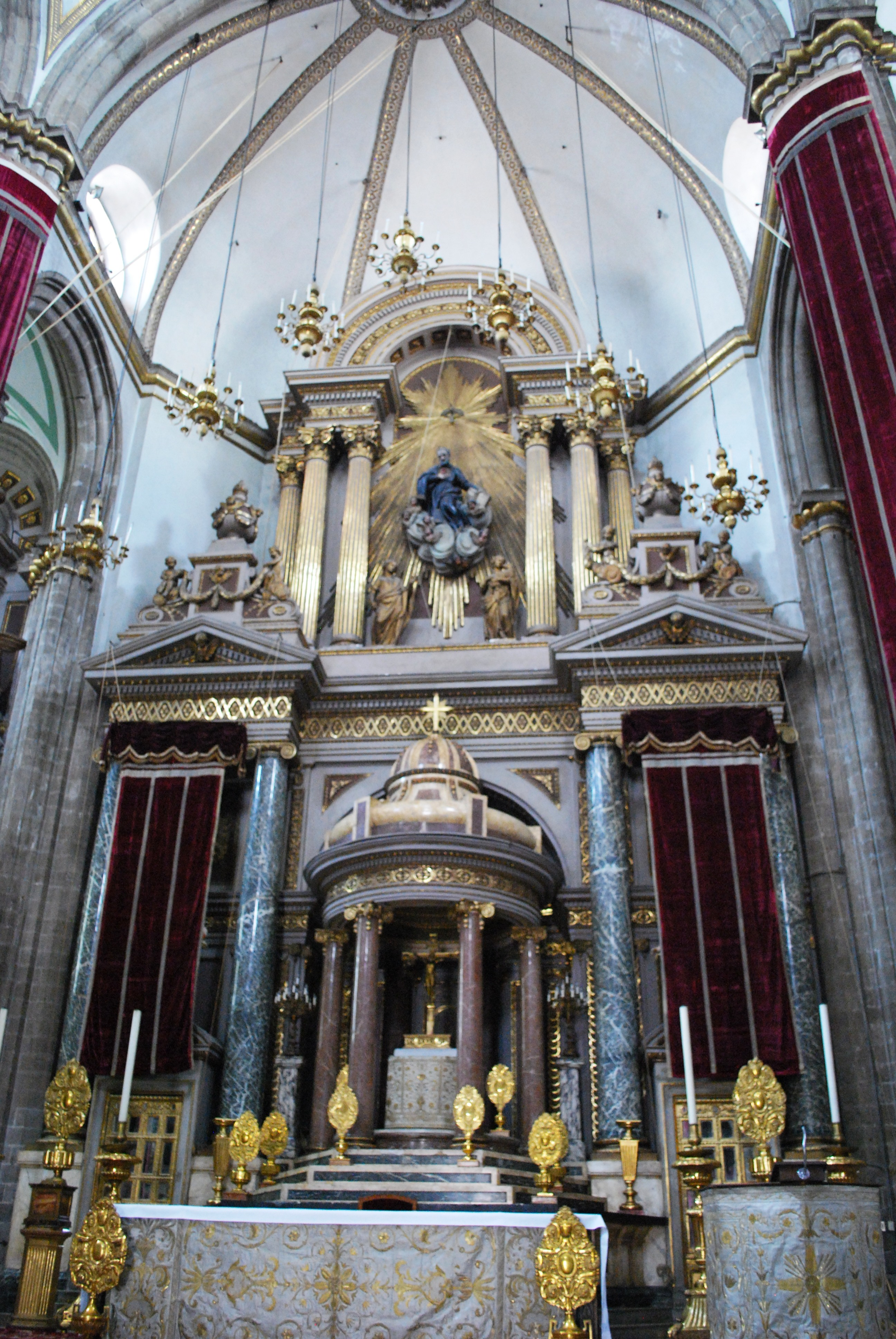
Retablo mayor
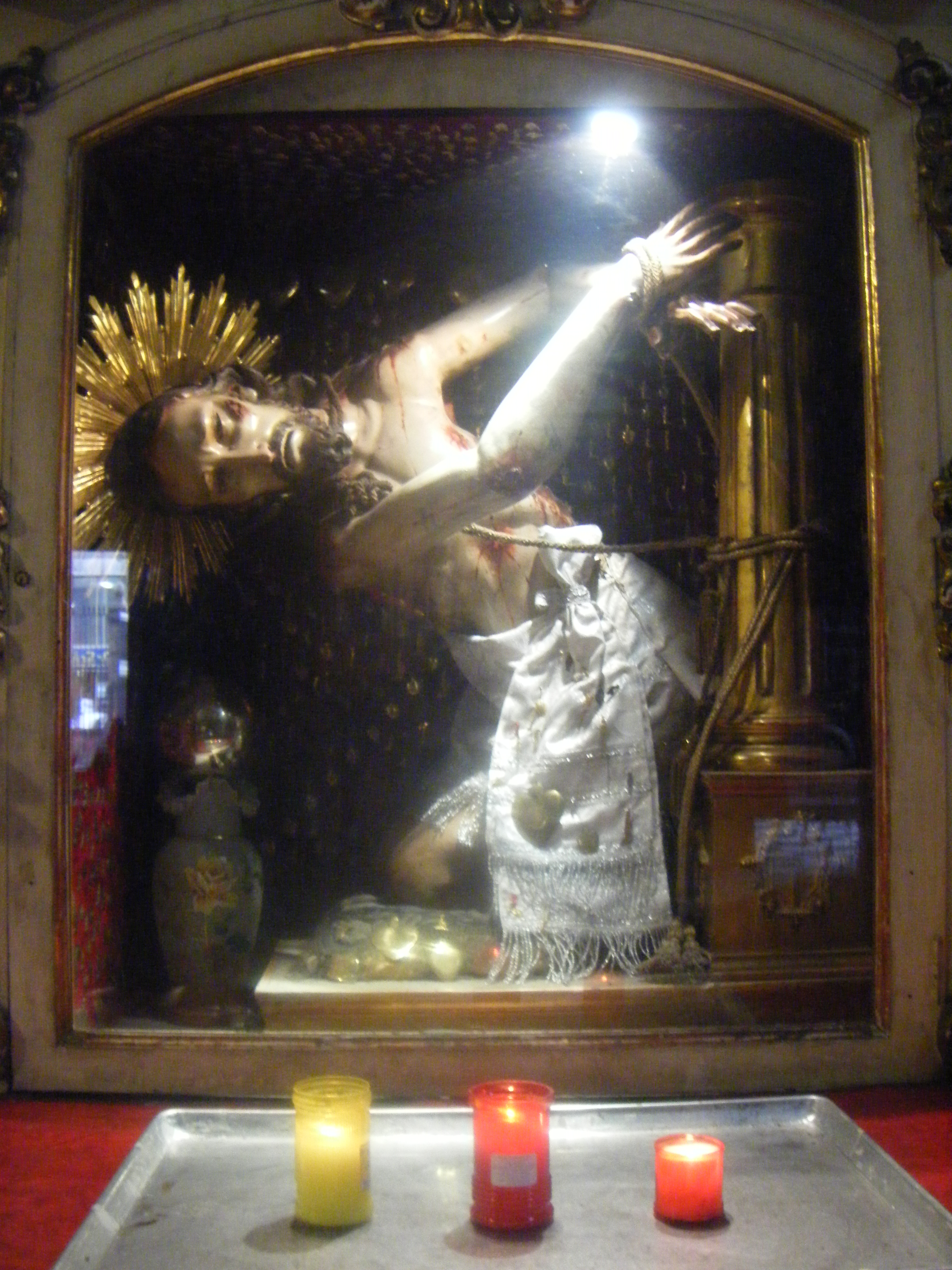
Señor de la Columna
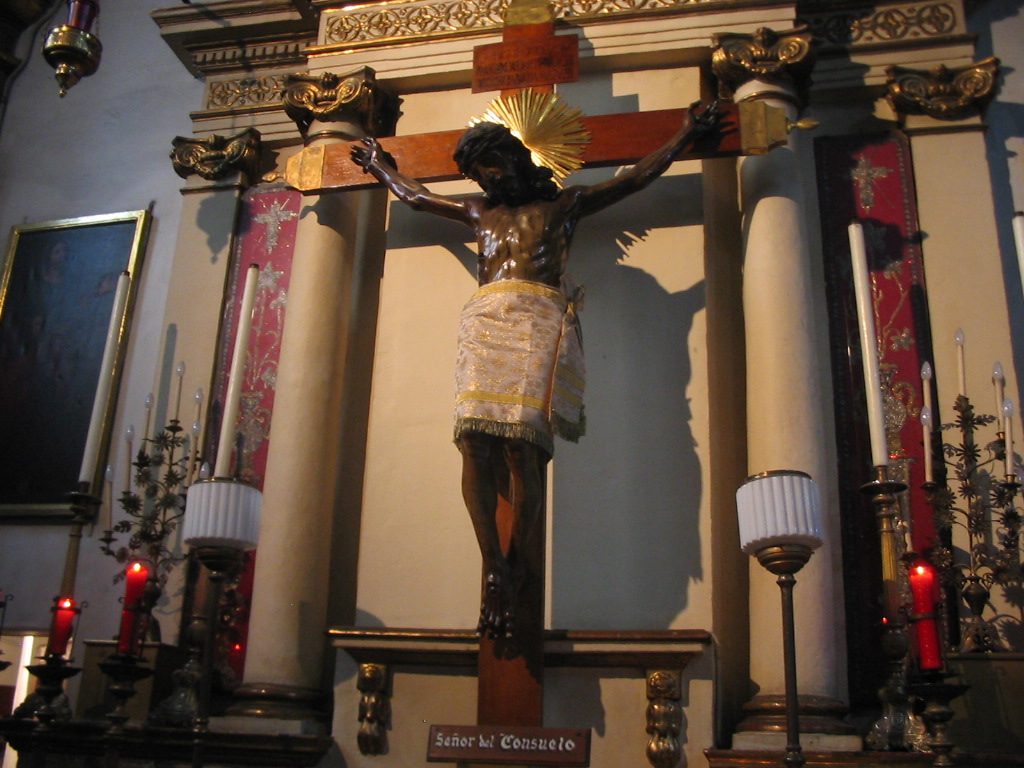
Señor del Consuelo
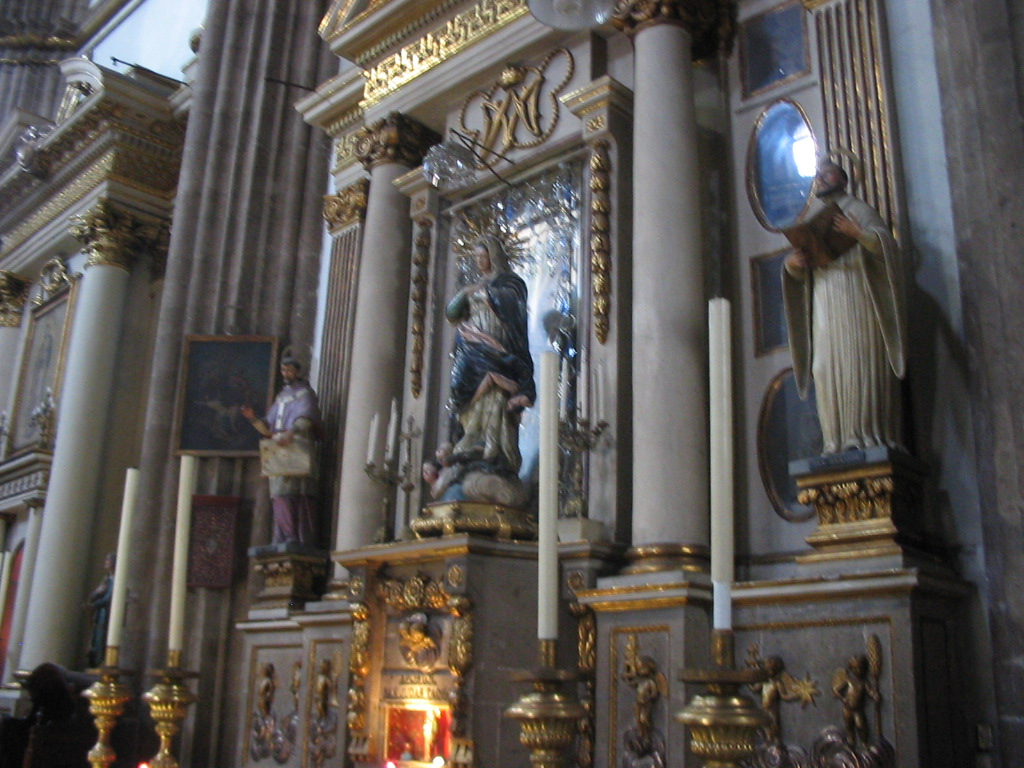
Inmaculada Concepción
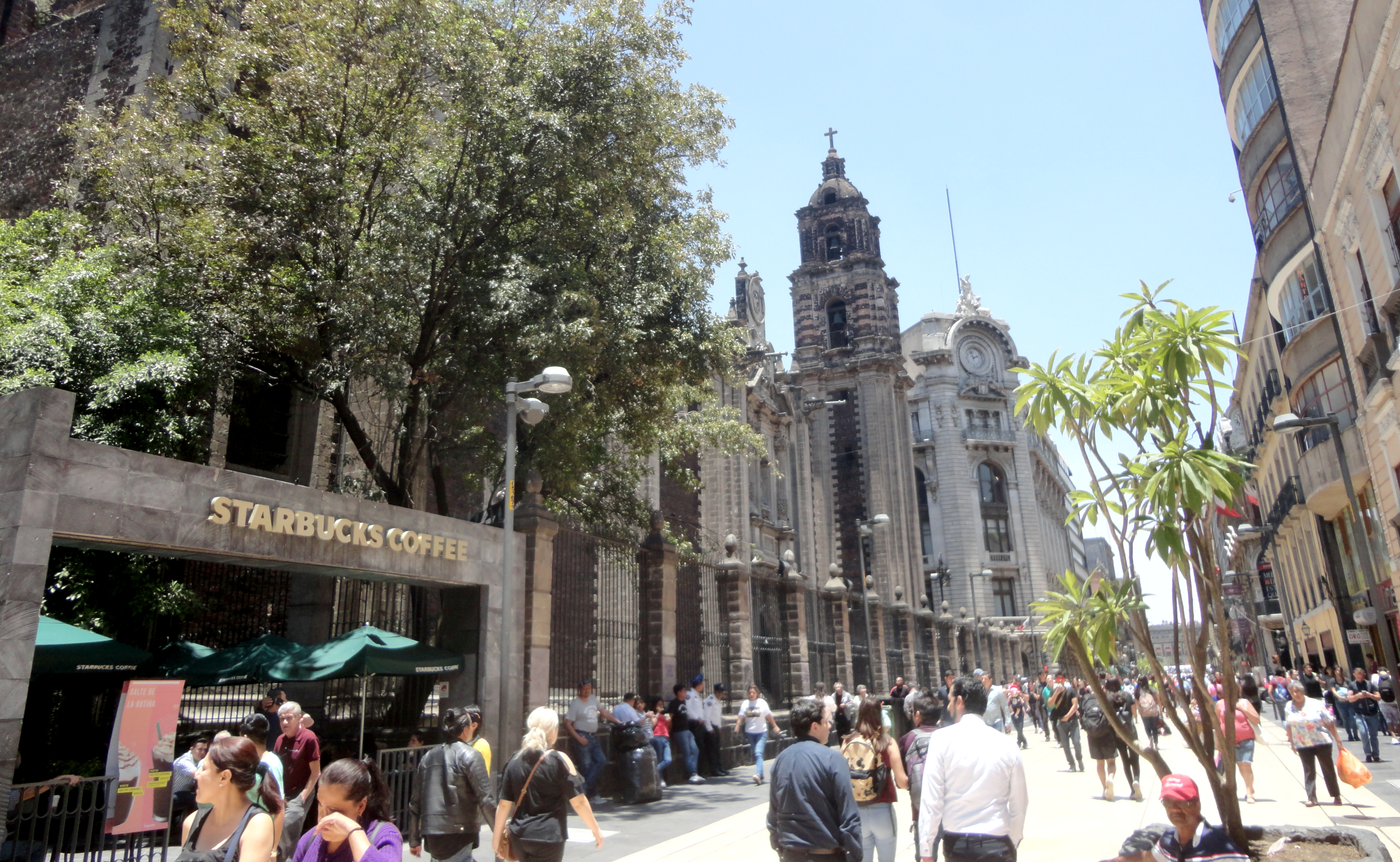
La Profesa desde Av. Madero